# Південь штату Баїя (мезорегіон)
Південь штату Баїя (порт. Mesorregião do Sul Baiano) — один із семи адміністративно-статистичних мезорегіонів в Бразилії, входить в штат Баїя. Населення становить 0,2 млн осіб на 2005 рік. Займає площу 54 642,351 км². Густота населення — 37,3 чол./км².

## Склад мезорегіону
До мезорегіону входять такі мікрорегіони:
1. Ільєус-Ітабуна
2. Порту-Сегуру
3. Валенса

| Бразилія | Це незавершена стаття з географії Бразилії. Ви можете допомогти проєкту, виправивши або дописавши її. |